# Neckera humboldtii
Neckera humboldtii là một loài rêu trong họ Neckeraceae. Loài này được (Hook.) Müll. Hal. mô tả khoa học đầu tiên năm 1850.